# Ligue Féminine de Basket 2017-2018
Il campionato francese di pallacanestro femminile 2017-2018 (Ligue Féminine de Basket) è il ventesimo (80º in totale dal 1937).
Il Bourges Basket vince il campionato per la quattordicesima volta, divenendo la squadra più titolata del paese transalpino nel basket femminile.

## Regolamento
Le squadre classificate dal primo all'ottavo posto al termine della regular season si qualificano ai play-off per l'assegnazione del titolo di campione di Francia.
Le squadre classificate dal nono al dodicesimo posto si qualificano per i play-out, la perdente retrocede in LF2.

## Squadre partecipanti
Il campionato è costituito da 12 squadre. Nella stagione precedente è retrocessa in LF2 l'UFAB Angers 49. Il suo posto è stato preso dal Roche Vendée, vincitrice dei play-off di LF2.
| Squadra            | Allenatore                                  | Campo di gioco                                 | Risultato stagione 2016-17 |
| ------------------ | ------------------------------------------- | ---------------------------------------------- | -------------------------- |
| C.J.M. Bourges     | Olivier Lafargue                            | Palais des sports du Prado di Bourges          | 4º posto in LBF            |
| Flammes Carolo     | Romuald Yernaux                             | Caisse d’Epargne Arena di Charleville-Mézières | 3º posto in LBF            |
| Cavigal Nizza      | Jimmy Vérove (1ª–14ª) Wani Muganguzi (15ª–) | Salle Leyrit di Nizza                          | 9º posto in LBF            |
| Hainaut Basket     | Fabrice Fernandes                           | Salle Maurice-Hugot di Saint-Amand-les-Eaux    | 8º posto in LBF            |
| Basket Landes      | Cathy Melain                                | Espace Mitterrand di Mont-de-Marsan            | 6º posto in LBF            |
| Lyon ASVEL         | Valéry Demory                               | Salle Mado Bonnet di Lione                     | 11º posto in LBF           |
| Lattes Montpellier | Rachid Meziane                              | Palais des sports de Lattes di Lattes          | 2º posto in LBF            |
| USO Mondeville     | Romain Lhermitte                            | Halle Bérégovoy di Mondeville                  | 5º posto in LBF            |
| Nantes Rezé        | Emmanuel Cœuret                             | Complexe Mangin Beaulieu di Nantes             | 7º posto in LBF            |
| Roche Vendée       | Emmanuel Body                               | Salle Omnisports di La Roche-sur-Yon           | 1º posto in LF2            |
| Tarbes             | François Gomez                              | Palais des sports du quai de l'Adour di Tarbes | 10º posto in LBF           |
| Villeneuve-d'Ascq  | Frédéric Dusart                             | Le Palacium di Villeneuve-d'Ascq               | 1º posto in LBF            |

## Stagione regolare

### Classifica
|  | Pos. | Squadra                    | Pt. | G  | V  | P  | PtF  | PtS  | Dif. | CD  | Qualif.     |
|  | ---- | -------------------------- | --- | -- | -- | -- | ---- | ---- | ---- | --- | ----------- |
|  | 1.   | Tango Bourges              | 41  | 22 | 19 | 3  | 1677 | 1282 | +395 |     | ai play-off |
|  | 2.   | FCB Ardennes               | 39  | 22 | 17 | 5  | 1690 | 1412 | +278 |     | ai play-off |
|  | 3.   | ESB Villeneuve-d’Ascq LM   | 36  | 22 | 14 | 8  | 1427 | 1336 | +91  |     | ai play-off |
|  | 4.   | Basket Landes              | 35  | 22 | 13 | 9  | 1415 | 1406 | +9   | 3-1 | ai play-off |
|  | 5.   | Lyon ASVEL féminin         | 35  | 22 | 13 | 9  | 1533 | 1396 | +137 | 2-2 | ai play-off |
|  | 6.   | Tarbes Gespe Bigorre       | 35  | 22 | 13 | 9  | 1516 | 1456 | +60  | 1-3 | ai play-off |
|  | 7.   | Lattes Montpellier BLMA    | 34  | 22 | 12 | 10 | 1598 | 1540 | +58  |     | ai play-off |
|  | 8.   | Nantes-Rezé Basket 44      | 33  | 22 | 11 | 11 | 1454 | 1542 | -88  |     | ai play-off |
|  | 9.   | Saint-Amand Hainaut Basket | 29  | 22 | 7  | 15 | 1467 | 1676 | -209 |     | ai play-out |
|  | 10.  | USO Mondeville             | 28  | 22 | 6  | 16 | 1402 | 1589 | -187 |     | ai play-out |
|  | 11.  | Cavigal Nice Basket 06     | 26  | 22 | 4  | 18 | 1295 | 1586 | -291 |     | ai play-out |
|  | 12.  | Roche Vendée               | 25  | 22 | 3  | 19 | 1381 | 1634 | -253 |     | ai play-out |

Legenda:
       Campione di Francia.
      Ammessa ai play-off.
      Ammessa ai play-out.
      Retrocessa in LF2.
  Vincitrice della Coppa di Francia 2018
  Vincitrice della Supercoppa (Match des champions) 2017
Note:
Due punti a vittoria, uno a sconfitta.

### Risultati
|                    | LYO   | BOU   | CNI    | ARD   | LAN   | LMO   | MON   | NAN   | RVA   | SAN   | TAR   | VAS   |
| ------------------ | ----- | ----- | ------ | ----- | ----- | ----- | ----- | ----- | ----- | ----- | ----- | ----- |
| ASVEL Lyon         |       | 41-63 | 67-54  | 59-74 | 59-46 | 67-64 | 73-62 | 68-75 | 83-59 | 89-67 | 74-45 | 65-55 |
| Bourges Basket     | 69-53 |       | 100-63 | 76-77 | 73-51 | 69-62 | 84-56 | 70-55 | 86-60 | 72-66 | 71-58 | 62-43 |
| Cavigal Nice       | 67-86 | 60-75 |        | 45-85 | 50-64 | 56-82 | 43-66 | 69-44 | 68-60 | 74-72 | 66-60 | 60-71 |
| FCB Ardennes       | 67-75 | 75-70 | 99-59  |       | 83-64 | 79-48 | 68-35 | 86-81 | 73-66 | 85-77 | 92-50 | 65-68 |
| Landes             | 61-58 | 66-68 | 57-50  | 83-75 |       | 83-91 | 75-55 | 68-65 | 81-69 | 53-67 | 71-67 | 65-58 |
| Lattes Montpellier | 81-78 | 55-86 | 79-59  | 83-73 | 56-68 |       | 81-68 | 60-67 | 86-50 | 74-77 | 84-72 | 52-57 |
| USO Mondeville     | 70-67 | 64-83 | 78-68  | 62-82 | 55-51 | 72-95 |       | 59-68 | 74-81 | 85-63 | 68-69 | 58-78 |
| Nantes Reze Basket | 68-64 | 45-93 | 66-56  | 65-87 | 72-57 | 80-75 | 83-55 |       | 67-60 | 76-89 | 59-72 | 69-62 |
| Roche Vendée       | 60-85 | 83-92 | 57-55  | 48-67 | 59-76 | 64-68 | 62-72 | 79-54 |       | 82-83 | 48-77 | 59-74 |
| Hainaut Basket     | 55-98 | 32-94 | 68-55  | 74-75 | 50-62 | 65-69 | 73-69 | 73-84 | 66-58 |       | 64-70 | 75-89 |
| Tarbes Bigorre     | 75-58 | 71-61 | 71-52  | 69-60 | 60-63 | 88-93 | 81-66 | 74-56 | 77-64 | 87-54 |       | 64-62 |
| Villeneuve d'Ascq  | 59-66 | 46-60 | 79-66  | 55-63 | 66-50 | 62-60 | 61-53 | 66-55 | 70-53 | 76-57 | 70-59 |       |

## Play-off
|  | Quarti di finale | Quarti di finale     | Quarti di finale |        |                   | Semifinali           | Semifinali | Semifinali |  |  | Finale | Finale  | Finale |
|  |                  |                      |                  |        |                   |                      |            |            |  |  |        |         |        |
|  | 1                | Bourges              | 2                |        |                   |                      |            |            |  |  |        |         |        |
|  | 8                | Nantes Rezé          | 0                |        |                   |                      |            |            |  |  |        |         |        |
|  | 8                | Nantes Rezé          | 0                |        | 1                 | Bourges              | 2          |            |  |  |        |         |        |
|  |                  |                      |                  |        | 1                 | Bourges              | 2          |            |  |  |        |         |        |
|  |                  | 5                    | Lyon             | 0      |                   |                      |            |            |  |  |        |         |        |
|  | 4                | 5                    | Lyon             | 0      | Basket Landes     | 1                    |            |            |  |  |        |         |        |
|  | 4                |                      |                  |        | Basket Landes     | 1                    |            |            |  |  |        |         |        |
|  | 5                | Lyon                 | 2                |        |                   |                      |            |            |  |  |        |         |        |
|  |                  |                      |                  |        |                   |                      |            |            |  |  | 1      | Bourges | 3      |
|  |                  |                      | 6                | Tarbes | 1                 |                      |            |            |  |  |        |         |        |
|  | 2                | Charleville-Mézières | 2                |        |                   |                      |            |            |  |  |        |         |        |
|  | 7                | Lattes Montpellier   | 0                |        |                   |                      |            |            |  |  |        |         |        |
|  | 7                | Lattes Montpellier   | 0                |        | 2                 | Charleville-Mézières | 0          |            |  |  |        |         |        |
|  |                  |                      |                  |        | 2                 | Charleville-Mézières | 0          |            |  |  |        |         |        |
|  |                  | 6                    | Tarbes           | 2      |                   |                      |            |            |  |  |        |         |        |
|  | 3                | 6                    | Tarbes           | 2      | Villeneuve-d'Ascq | 0                    |            |            |  |  |        |         |        |
|  | 3                |                      |                  |        | Villeneuve-d'Ascq | 0                    |            |            |  |  |        |         |        |
|  | 6                | Tarbes               | 2                |        |                   |                      |            |            |  |  |        |         |        |

### Quarti di finale
Gare disputate l'andata il 25 aprile, il ritorno il 28 aprile e l'eventuale spareggio il 1º maggio (Basket Landes/ASVEL Lyon).
| Squadra 1            | Totale | Squadra 2          | Gara 1  | Gara 2  | Gara 3        |
| -------------------- | ------ | ------------------ | ------- | ------- | ------------- |
| Bourges Basket       | 2 - 0  | Nantes Reze Basket | 88 - 60 | 63 - 54 | -             |
| Basket Landes        | 1 - 2  | ASVEL Lyon         | 63 - 60 | 65 - 76 | 71 - 75 (dts) |
| Villeneuve d'Ascq    | 0 - 2  | Tarbes Bigorre     | 56 - 59 | 62 - 63 | -             |
| Charleville-Mézières | 2 - 0  | Basket Montpellier | 84 - 64 | 63 - 57 | -             |

### Semifinali
La serie tra Bourges e ASVEL Lyon si è giocata il 5 e l'8 maggio. La serie tra Charleville-Mézières e Tarbes Bigorre il 6 e 9 maggio.
| Squadra 1            | Totale | Squadra 2      | Gara 1  | Gara 2  | Gara 3 |
| -------------------- | ------ | -------------- | ------- | ------- | ------ |
| Bourges Basket       | 2 - 0  | ASVEL Lyon     | 73 - 67 | 71 - 52 | -      |
| Charleville-Mézières | 0 - 2  | Tarbes Bigorre | 62 - 75 | 60 - 71 | -      |

### Finale
Si sono disputate il 19 e il 21 maggio a Bourges, il 24 e il 26 maggio a Tarbes.
| Squadra 1      | Totale | Squadra 2      | Gara 1  | Gara 2  | Gara 3        | Gara 4 | Gara 5 |
| -------------- | ------ | -------------- | ------- | ------- | ------------- | ------ | ------ |
| Bourges Basket | 3 - 1  | Tarbes Bigorre | 86 - 66 | 80 - 56 | 63 - 64 (dts) | 87- 80 | -      |

### Torneo di classificazione
|  | Semifinali 5º-8º posto | Semifinali 5º-8º posto | Semifinali 5º-8º posto |  |   | Finale 5º posto   | Finale 5º posto | Finale 5º posto |
|  |                        |                        |                        |  |   |                   |                 |                 |
|  | 3                      | Villeneuve-d'Ascq      | 2                      |  |   |                   |                 |                 |
|  | 3                      | Villeneuve-d'Ascq      | 2                      |  |   |                   |                 |                 |
|  | 7                      | Lattes Montpellier     | 0                      |  |   |                   |                 |                 |
|  | 7                      | Lattes Montpellier     | 0                      |  | 3 | Villeneuve-d'Ascq | 2               |                 |
|  |                        |                        |                        |  | 3 | Villeneuve-d'Ascq | 2               |                 |
|  |                        |                        |                        |  |   | 4                 | Basket Landes   | 0               |
|  | 4                      | Basket Landes          | 2                      |  |   | 4                 | Basket Landes   | 0               |
|  | 4                      | Basket Landes          | 2                      |  |   |                   |                 |                 |
|  | 8                      | Nantes Rezé            | 1                      |  |   |                   |                 |                 |
|  | 8                      | Nantes Rezé            | 1                      |  |   |                   |                 |                 |

#### Semifinali
Gare disputate l'andata il 5 maggio, il ritorno l'8 maggio e l'eventuale spareggio il 12 maggio (Basket Landes/Nantes Rezé).
| Squadra 1         | Totale | Squadra 2          | Gara 1  | Gara 2        | Gara 3  |
| ----------------- | ------ | ------------------ | ------- | ------------- | ------- |
| Villeneuve-d'Ascq | 2 - 0  | Lattes Montpellier | 71 - 49 | 71 - 67       | -       |
| Basket Landes     | 2 - 1  | Nantes Rezé        | 83 - 46 | 73 - 74 (dts) | 80 - 65 |

#### Finale 5º-6º posto
Si sono disputate il 15 e il 19 maggio.
| Squadra 1         | Totale | Squadra 2     | Gara 1  | Gara 2  | Gara 3 |
| ----------------- | ------ | ------------- | ------- | ------- | ------ |
| Villeneuve-d'Ascq | 2 - 0  | Basket Landes | 79 - 72 | 61 - 82 | -      |

## Play-out
Le ultime quattro squadre della stagione regolare si incontrano disputando ciascuna 6 partite tra andata e ritorno, mantenendo i risultati che hanno ottenuto tra loro. In conclusione l'ultima classificata è il Cavigal Nice Basket 06, che retrocede.

## Verdetti
- Campione di Francia:  Bourges Basket.
Formazione:[7] Marine Johannès, Valériane Ayayi, Katherine Plouffe, Diandra Tchatchouang, Alexia Chartereau, Sarah Michel, Élodie Godin, K.B. Sharp, Cristina Ouviña, Laia Palau, Ruth Hamblin, Océane Monpierre, Jade Hamaoui, Romane Revel, Anne-Lise Mipoka, Mathilde Peyregne. Allenatore: Olivier Lafargue.
- Retrocessa in LF2:  Cavigal Nice Basket 06.
- Vincitrice Coppa di Francia: : Bourges Basket.
- Vincitrice Supercoppa: : Bourges Basket.